# Данилов, Виктор Петрович (композитор)
Виктор Петрович Данилов (род. 25 декабря 1932, Новая Стройка, Московская область, ныне Щёкинский район Тульской области, Россия) — марийский композитор, Заслуженный деятель искусств Марийской АССР (1986), член Союза композиторов России (1972), лауреат Молодёжной премии имени Олыка Ипая (1980), лауреат Государственной премии Республики Марий Эл (1982).

## Биография
Первоначальное образование получил в музыкальном училище имени И. С. Палантая города Йошкар-Олы (1950—1954), где учился по классу хорового дирижирования у Н. А. Сидушкина. Сочинять начал на третьем курсе училища. Первыми его произведениями были песни.
После окончания училища в течение ряда лет работал в различных городах руководителем самодеятельных хоров, учителем пения в общеобразовательной школе, преподавателем сольфеджио в детской музыкальной школе и артистом оркестра народных инструментов (играл на контрабасовой балалайке).
В 1965—1971 годах учился в Казанской консерватории в классе композиции профессора А. С. Лемана, а затем — А. Б. Луппова. В эти годы им были написаны пьесы для фортепиано, концерт для скрипки с оркестром, квартет для деревянных духовых инструментов. Творческий почерк композитора сформировался под влиянием народной музыки, интонации и ритмы которой пронизывают все его сочинения.
С 1970 по 1974 год он работал преподавателем в музыкальном училище имени И. С. Палантая.
Данилов был одним из организаторов созданного в 1974 году при Доме народного творчества самодеятельного Марийского фольклорно-этнографического ансамбля, который с конца 1978 года носит название «Марий памаш» («Марийский родник»). Под его руководством (1974—1988) ансамбль добился больших успехов, приобрёл широкую популярность. За концертные программы 1979—1980 годов ансамбль удостоен премии имени Олыка Ипая.
С 1988 года по 1993 год Данилов работал в Национальной президентской школе-интернат № 1 Республики Марий Эл для одарённых детей, где вёл музыкальную грамоту и фольклорный кружок.